# Scottish Division One 1964-1965
La Scottish Division One 1964-1965  è stata la 68ª edizione della massima serie del campionato scozzese di calcio, disputato tra il 19 agosto 1964 e il 28 aprile 1965 e concluso con la vittoria dei Kilmarnock, al loro primo titolo.
Capocannoniere del torneo è stato Jim Forrest (Rangers) con 30 reti.

## Avvenimenti
L'ultima giornata del campionato propose l'incontro fra Kilmarnock e Hearts, con questi ultimi in testa alla classifica con due punti di vantaggio e un miglior quoziente reti sugli avversari che, per poter guadagnare la vetta, erano costretti a vincere con almeno due gol di scarto. Prevalendo per 2-0, il Killie poté mettere le mani sul titolo nazionale, divenendo il secondo caso nella storia del calcio scozzese di squadra a vincere un campionato grazie al quoziente reti.

## Classifica finale
Fonte:
|       | Pos. | Squadra         | Pt | G  | V  | N  | P  | GF | GS  | QR    |
| ----- | ---- | --------------- | -- | -- | -- | -- | -- | -- | --- | ----- |
|       | 1.   | Kilmarnock      | 50 | 34 | 22 | 6  | 6  | 62 | 33  | 1,879 |
|       | 2.   | Hearts          | 50 | 34 | 22 | 6  | 6  | 90 | 49  | 1,837 |
|       | 3.   | Dunfermline     | 49 | 34 | 22 | 5  | 7  | 83 | 36  | 2,306 |
|       | 4.   | Hibernian       | 46 | 34 | 21 | 4  | 9  | 75 | 47  | 1,596 |
|       | 5.   | Rangers         | 44 | 34 | 18 | 8  | 8  | 78 | 35  | 2,229 |
|       | 6.   | Dundee          | 40 | 34 | 15 | 10 | 9  | 86 | 63  | 1,365 |
|       | 7.   | Clyde           | 40 | 34 | 17 | 6  | 11 | 64 | 58  | 1,103 |
| [ 6 ] | 8.   | Celtic          | 37 | 34 | 16 | 5  | 13 | 76 | 57  | 1,333 |
|       | 9.   | Dundee Utd      | 36 | 34 | 15 | 6  | 13 | 59 | 51  | 1,157 |
|       | 10.  | Morton          | 33 | 34 | 13 | 7  | 14 | 54 | 54  | 1,000 |
|       | 11.  | Partick Thistle | 32 | 34 | 11 | 10 | 13 | 57 | 58  | 0,983 |
|       | 12.  | Aberdeen        | 32 | 34 | 12 | 8  | 14 | 59 | 75  | 0,787 |
|       | 13.  | St. Johnstone   | 29 | 34 | 9  | 11 | 14 | 57 | 62  | 0,919 |
|       | 14.  | Motherwell      | 28 | 34 | 10 | 8  | 16 | 45 | 54  | 0,833 |
|       | 15.  | St. Mirren      | 24 | 34 | 9  | 6  | 19 | 38 | 70  | 0,543 |
|       | 16.  | Falkirk         | 21 | 34 | 7  | 7  | 20 | 43 | 85  | 0,506 |
|       | 17.  | Airdrieonians   | 14 | 34 | 5  | 4  | 25 | 48 | 110 | 0,436 |
|       | 18.  | Third Lanark    | 7  | 34 | 3  | 1  | 30 | 22 | 99  | 0,222 |

Legenda:
      Campione di Scozia e qualificata in Coppa dei Campioni 1965-1966.
      Qualificata in Coppa delle Coppe 1965-1966.
      Invitata alla Coppa delle Fiere 1965-1966.
      Retrocesso in Scottish Division Two 1965-1966.
Regolamento:
Due punti a vittoria, uno a pareggio, zero a sconfitta.
A parità di punti, le posizioni in classifica venivano determinate sulla base del quoziente reti.

## Statistiche

### Classifica marcatori
Fonte:
| Gol |  |  | Giocatore       | Squadra         |
| --- |  |  | --------------- | --------------- |
| 30  |  |  | Jim Forrest     | Rangers         |
| 25  |  |  | Neil Martin     | Hibernian       |
| 24  |  |  | Andy Penman     | Dundee          |
| 22  |  |  | John Hughes     | Celtic          |
| 21  |  |  | Willie Wallace  | Hearts          |
| 21  |  |  | Joe McBride     | Motherwell      |
| 21  |  |  | Finn Døssing    | Dundee Utd      |
| 19  |  |  | Alan Gordon     | Hearts          |
| 16  |  |  | Johnny Hamilton | Hearts          |
| 16  |  |  | Jackie Sinclair | Dunfermline     |
| 16  |  |  | Jim McLean      | Clyde           |
| 15  |  |  | Tommy Ewing     | Partick Thistle |
| 15  |  |  | Jim Scott       | Hibernian       |
| 15  |  |  | Ronnie Hamilton | Kilmarnock      |
| 15  |  |  | Alex Ferguson   | Dunfermline     |